# NGC 2788
NGC 2788 este o galaxie spirală situată în constelația Carena. A fost descoperită în 29 ianuarie 1835 de către John Herschel. Se află la o distanță de 22,08 de megaparseci de Pământ.